# Erik Comas
 (août 2018).
Si vous disposez d'ouvrages ou d'articles de référence ou si vous connaissez des sites web de qualité traitant du thème abordé ici, merci de compléter l'article en donnant les références utiles à sa vérifiabilité et en les liant à la section « Notes et références ».
Pour les articles homonymes, voir Comas (homonymie).
Erik Comas, né le 28 septembre 1963 à Romans-sur-Isère dans la Drôme, est un pilote automobile français naturalisé suisse.

## Biographie

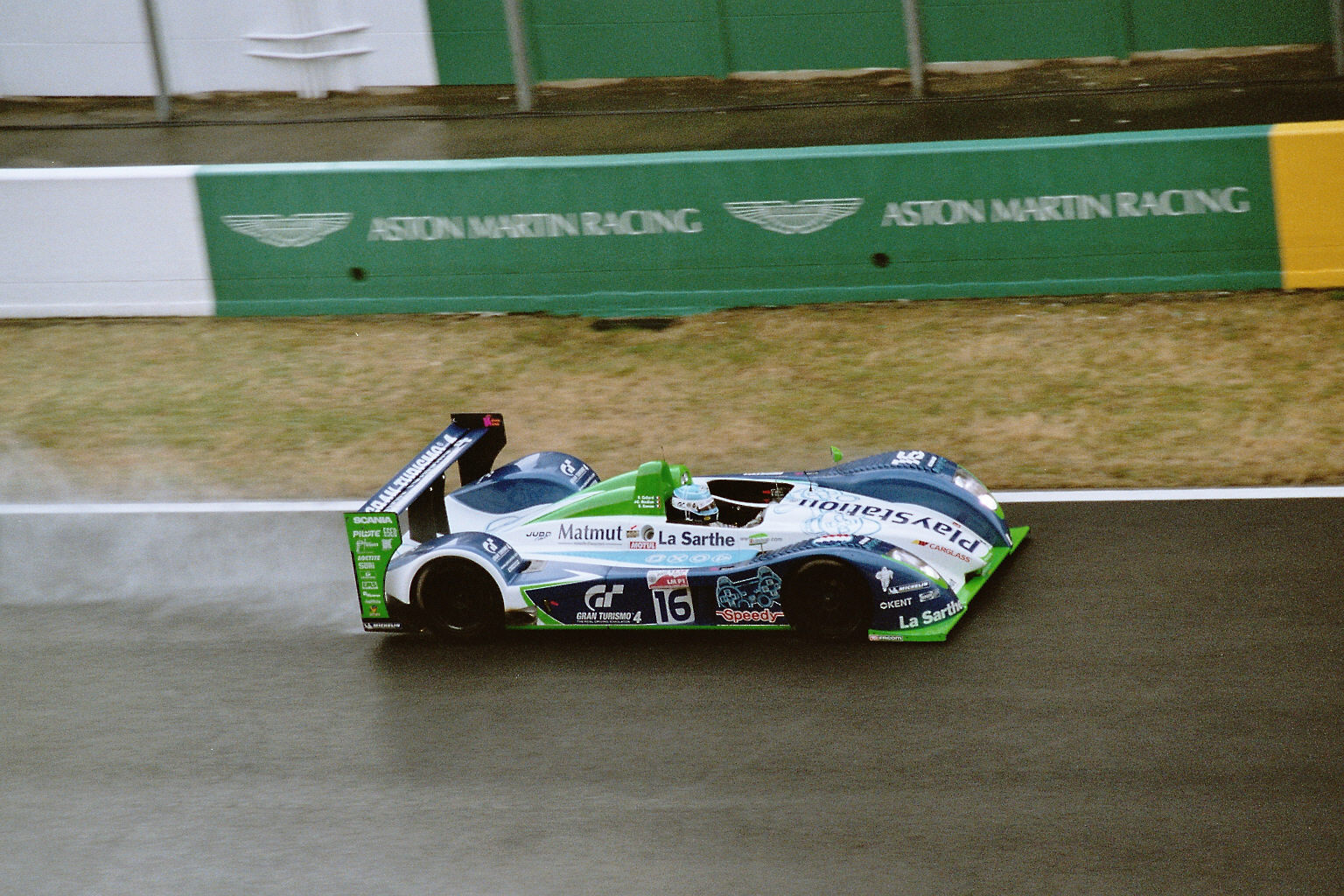
Erik Comas sur Pescarolo C60, lors des essais qualificatifs des 24 Heures du Mans 2005

Volant Elf en 1984, il devient champion de France de Formule Renault en 1986. En 1987 il est champion de France de superproduction sur Renault 5 Turbo puis de Formule 3 en 1988. Il remporte le championnat international de Formule 3000 en 1990 et accède à la Formule 1 en 1991, engagé chez Ligier.
Alors présenté comme l'un des grands espoirs de la Formule 1, il peine pourtant à trouver ses marques au sein de l'équipe française, alors en pleine crise, et réalise une saison décevante, au point que sa participation à la saison 1992 n'est officialisée que quelques jours avant le premier Grand Prix. En effet, la place de Comas est menacée tout au long de l'hiver par la présence d'Alain Prost, proche d'un accord avec Ligier pour devenir actionnaire mais également pilote de l'écurie. Ironiquement, c'est d'ailleurs avec le casque d'Erik Comas que Prost effectuera ses premiers essais sur la Ligier. Mais Prost et Ligier ne parvenant pas à trouver un accord, Comas conserve finalement son volant pour la saison 1992.
Comas montre en 1992 de véritables progrès et parvient régulièrement à entrer dans les points au cœur de l'été. Sa trajectoire ascendante est pourtant bien proche de s'arrêter de la plus dramatique des façons lors des essais du Grand Prix de Belgique où il est victime d'une très violente sortie de piste dans la courbe rapide de Blanchimont que les pilotes prennent à fond. Frappé à la tête par une roue lors de l'impact avec le rail, Comas gît inconscient dans sa voiture qui a rebondi au beau milieu de la piste. Comas a gardé le pied sur l'accélérateur et le moteur continue à tourner à plein régime tandis que l'essence commence à couler, ce qui laisse envisager le pire. Le drame est évité grâce à Ayrton Senna, derrière Comas au moment de l'accident. Le Brésilien arrête sa McLaren en bord de piste et se précipite au milieu de la piste au péril de sa vie afin d'actionner le coupe-circuit du moteur de la Ligier de Comas.
À l'issue de la saison 1992, Comas quitte Ligier pour Larrousse, l'autre écurie française de Formule 1. Malgré quelques arrivées dans les points, Comas est le plus souvent relégué en queue de peloton, la faute en grande partie à un matériel manquant de compétitivité. Le moral et la motivation du pilote français sont définitivement anéantis à l'occasion du Grand Prix de Saint-Marin 1994. Lors des premiers tours de course (parcourus sous le régime du safety car à la suite de l'accident du départ ayant impliqué JJ Lehto et Pedro Lamy), il est heurté par l'arrière et doit longuement s'arrêter aux stands pour faire réparer son aileron arrière endommagé, et ne peut participer au second départ. Lorsqu'il repart, il est arrêté au bout de l'allée des stands par un feu rouge, conséquence de l'accident dont vient d'être victime Ayrton Senna. Mais, dans la confusion la plus totale, les officiels lui permettent de reprendre la piste. Quelques centaines de mètres plus loin, ignorant tout de la situation, Comas tombe nez à nez avec l'hélicoptère médical, posé sur la piste et sur les secouristes et commissaires, affairés autour du corps inerte de Senna. Obligé de mettre pied à terre, Comas est évacué dans une voiture de la direction de course dans laquelle se trouve le casque de Senna. L'état du casque du Brésilien ne laisse à Comas aucune illusion sur les chances de survie de celui qui l'a secouru deux ans plus tôt. Très affecté, il déclare forfait pour le deuxième départ (dans les classements officiels, son abandon est justifié par des « vibrations » ; la direction de course avait néanmoins l'intention de disqualifier Comas du Grand Prix pour avoir provoqué une situation de grave danger) et envisage de mettre un terme immédiat à sa carrière, mais il accepte finalement de terminer la saison.
Fin 1994, après 67 Grands Prix disputés (et 7 points marqués), Comas abandonne la Formule 1 et part au Japon où il devient pilote officiel Nissan dans le championnat local de Grand Tourisme (alors appelé le JGTC). Il envisage un temps de revenir à la monoplace dans le championnat IRL grâce à ses bons rapports avec Nissan (sur le point de s'engager en IRL via sa marque de prestige Infiniti) mais le projet n'aboutit pas.
Comas tente de revenir en Formule 1 pour la saison 1996 au sein de l'écurie Jordan Grand Prix mais cela ne se concrétise pas : « J'ai été à deux doigts de courir pour Eddie en F1. Il affirme avoir gardé de moi un bon souvenir lorsque je courais en Formule 3000, même si ce n'était pas pour lui. Quand Irvine a été récupéré par Ferrari, je me suis précipité à l'usine Jordan dès 9 heures du matin pour lui offrir mes services. Il m'a dit de prendre l'avis de Peugeot. Quatre heures plus tard, j'étais dans le bureau de Pierre-Michel Fauconnier avenue de la Grande-Armée à Paris. Je m'envolais le soir même pour le Japon, et c'est en arrivant à Tokyo que j'ai appris l'engagement de Martin Brundle. »
En octobre 1996, profitant de son exil au Japon, il se présente sur le circuit de Suzuka lors du Grand Prix du Japon avec l'espoir de convaincre un manager de lui redonner une chance pour la saison 1997. Il espère une nouvelle fois obtenir un baquet chez Jordan mais il n'est pas recruté.
Grâce à son palmarès (il a remporté le championnat JGTC en 1998 et 1999), à son ancienneté dans la discipline et à sa personnalité, Erik Comas est un des pilotes les plus populaires au Japon. Il met son expérience au service de jeunes pilotes, notamment français, auprès desquels il fait office de mentor (tel Loïc Duval, Romain Dumas et Benoît Tréluyer).
Ces dernières années, il participe aussi régulièrement au rallye Monte Carlo historique, épreuve se déroulant avec des voitures des années 1960 et 70, suivant les parcours d'époque du rallye Monte-Carlo. Il participe également régulièrement au Rallye Neige et Glace organisé par la société de Patrick Zaniroli.
En endurance, il compte plusieurs participations aux 24 heures du Mans avec Nissan et avec l'équipe Pescarolo Sport.
En 2010 et 2011, il s'impose au Rallye Monte Carlo des Énergies Nouvelles en catégorie Voiture électrique, avec son copilote Sébastien Chol sur un Tesla Roadster. En 2013, au volant d'une Lancia Stratos, il remporte le Tour Auto au classement scratch, quarante ans après la première victoire de Sandro Munari. En 2014, au volant d'une Studebaker, il gagne la Carrera Panamericana à Durango au Mexique.

## Palmarès
- Champion de France de karting classe bleu 1983 ;
- Champion de France de Formule Renault 1986 ;
- Champion de France de Superproduction sur Renault 5 Turbo 1987 ;
- Champion de France de Formule 3 sur Dallara Alfa Romeo 1988 ;
- Champion Intercontinental de Formule 3000 sur Lola Mugen en 1990 ;
- Champion de France de Formule Un (FFSA) sur Ligier Renault JS37 en 1992
- Champion du Japon JGTC (GT 500) sur Nissan Skyline GTR en 1998 et 1999.
- Champion d'Italie des Rallyes historiques sur Lancia Stratos en 2015
- Champion d'Europe des Rallyes historiques sur Lancia Stratos en 2017

## Résultats en championnat du monde de Formule 1
| Saison | Écurie                 | Châssis    | Moteur          | Pneus    | GP disputés | Points inscrits | Classement |
| ------ | ---------------------- | ---------- | --------------- | -------- | ----------- | --------------- | ---------- |
| 1991   | Ligier Gitanes         | JS35 JS35B | Lamborghini V12 | Goodyear | 13          | 0               | n.c.       |
| 1992   | Ligier Gitanes Blondes | JS37       | Renault V10     | Goodyear | 15          | 4               | 11e        |
| 1993   | Larrousse F1           | LH93       | Lamborghini V12 | Goodyear | 16          | 1               | 20e        |
| 1994   | Tourtel Larrousse F1   | LH94       | Ford V8         | Goodyear | 15          | 2               | 23e        |

## Résultats aux 24 heures du Mans
| Année | Voiture                   | Équipe             | Équipiers                                   | Résultat |
| ----- | ------------------------- | ------------------ | ------------------------------------------- | -------- |
| 1995  | Porsche 911 GT2           | Larbre Compétition | Jean-Pierre Jarier / Jesús Pareja           | Abandon  |
| 1997  | Nissan R390 GT1           | Nissan Motorsport  | Kazuyoshi Hoshino / Masahiko Kageyama       | 12e      |
| 1998  | Nissan R390 GT1           | Nissan Motorsport  | Jan Lammers / Andrea Montermini             | 6e       |
| 1999  | Nissan R391               | Nissan Motorsport  | Satoshi Motoyama / Michael Krumm            | Abandon  |
| 2002  | Dallara SP1-Judd          | Team Oreca         | Olivier Beretta / Pedro Lamy                | 5e       |
| 2004  | Courage C60-Judd          | Pescarolo Sport    | Soheil Ayari / Benoît Tréluyer              | 4e       |
| 2005  | Pescarolo C60 Hybrid-Judd | Pescarolo Sport    | Emmanuel Collard / Jean-Christophe Boullion | 2e       |
| 2006  | Pescarolo C60 Hybrid-Judd | Pescarolo Sport    | Emmanuel Collard / Nicolas Minassian        | 5e       |